# Les Ardillats
Les Ardillats (en francoprovençal, Los Ardilyàts[réf. nécessaire]) sont une commune française située dans le département du Rhône, en région Auvergne-Rhône-Alpes.

## Géographie

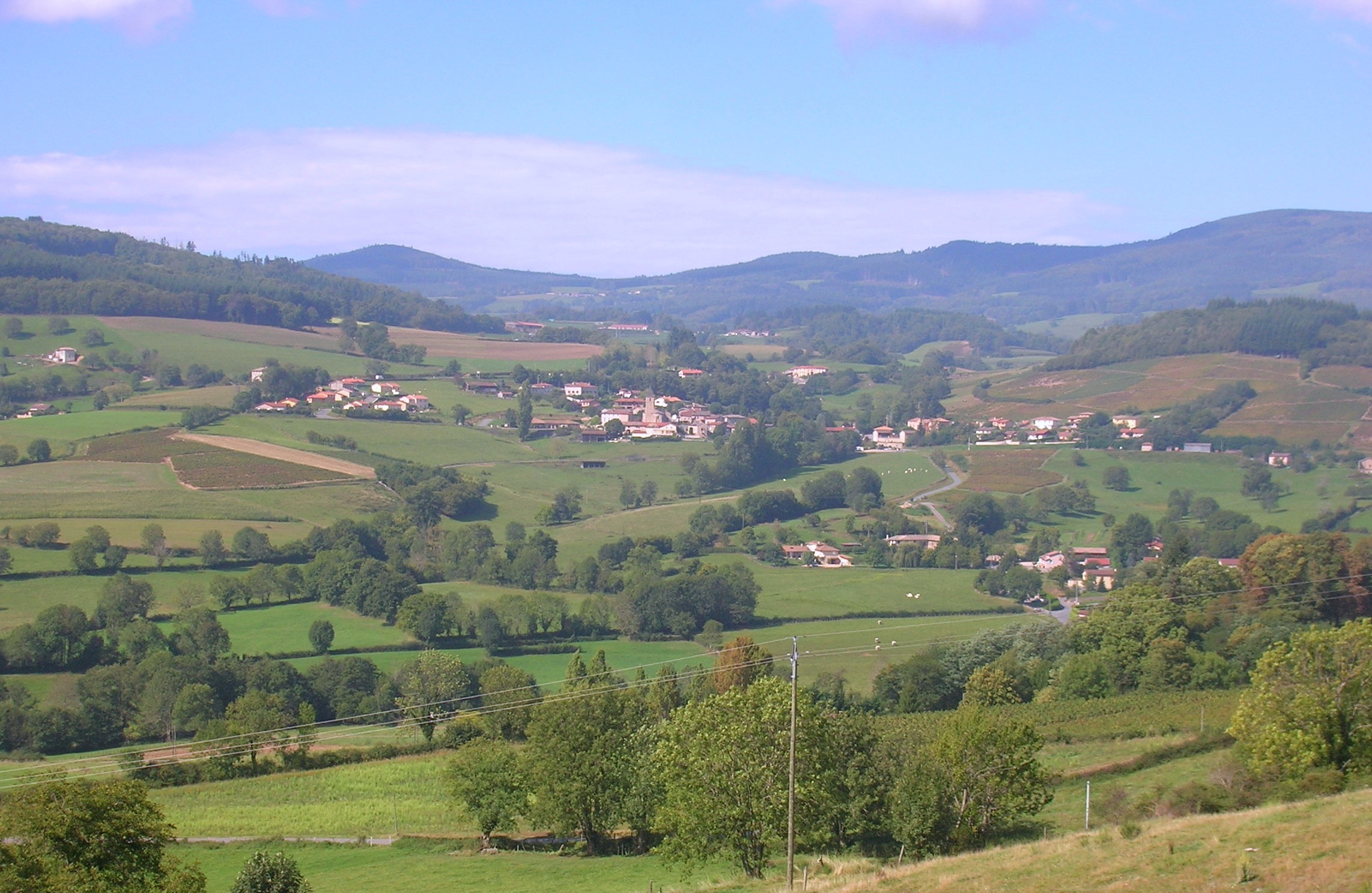
Vue générale.

Les Ardillats sont une commune du Beaujolais, située à 3 km au nord-ouest de Beaujeu.

### Climat
Pour des articles plus généraux, voir Climat d'Auvergne-Rhône-Alpes et Climat du Rhône.
En 2010, le climat de la commune est de type climat océanique dégradé des plaines du Centre et du Nord, selon une étude du Centre national de la recherche scientifique s'appuyant sur une série de données couvrant la période 1971-2000. En 2020, Météo-France publie une typologie des climats de la France métropolitaine dans laquelle la commune est exposée à un climat de montagne ou de marges de montagne et est dans une zone de transition entre les régions climatiques « Centre et contreforts nord du Massif Central » et « Nord-est du Massif Central ». 
Pour la période 1971-2000, la température annuelle moyenne est de 10,5 °C, avec une amplitude thermique annuelle de 17,1 °C. Le cumul annuel moyen de précipitations est de 942 mm, avec 11,3 jours de précipitations en janvier et 7,7 jours en juillet. Pour la période 1991-2020, la température moyenne annuelle observée sur la station météorologique de Météo-France la plus proche, « Saint-Didier-Beaujeu », sur la commune de Saint-Didier-sur-Beaujeu à 2 km à vol d'oiseau, est de 11,2 °C et le cumul annuel moyen de précipitations est de 934,2 mm,. Pour l'avenir, les paramètres climatiques de la commune estimés pour 2050 selon différents scénarios d'émission de gaz à effet de serre sont consultables sur un site dédié publié par Météo-France en novembre 2022.

## Urbanisme

### Typologie
Au 1er janvier 2024, Les Ardillats sont catégorisés commune rurale à habitat très dispersé, selon la nouvelle grille communale de densité à sept niveaux définie par l'Insee en 2022.
Elle est située hors unité urbaine et hors attraction des villes,.

### Occupation des sols
L'occupation des sols de la commune, telle qu'elle ressort de la base de données européenne d’occupation biophysique des sols Corine Land Cover (CLC), est marquée par l'importance des territoires agricoles (54,6 % en 2018), en diminution par rapport à 1990 (56 %). La répartition détaillée en 2018 est la suivante : 
forêts (43 %), prairies (41,2 %), zones agricoles hétérogènes (10,8 %), cultures permanentes (2,6 %), milieux à végétation arbustive et/ou herbacée (1,4 %), zones urbanisées (0,9 %). L'évolution de l’occupation des sols de la commune et de ses infrastructures peut être observée sur les différentes représentations cartographiques du territoire : la carte de Cassini (XVIIIe siècle), la carte d'état-major (1820-1866) et les cartes ou photos aériennes de l'IGN pour la période actuelle (1950 à aujourd'hui).

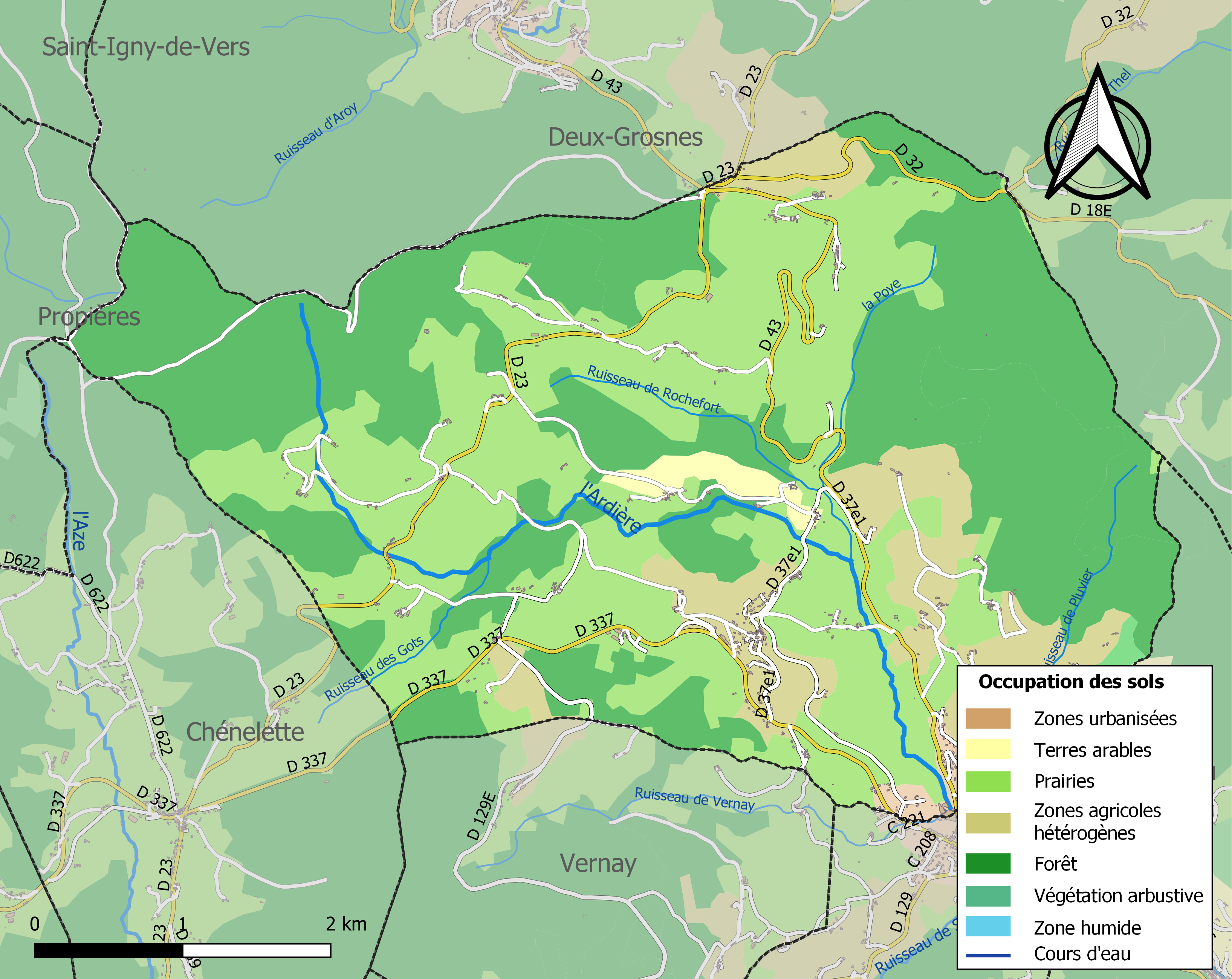
Carte des infrastructures et de l'occupation des sols de la commune en 2018 (CLC).

## Histoire
Georges Valois vécut aux Ardillats, où il fut arrêté par la Gestapo le 18 mai 1944, à l'hôtel d'Ardières. Il avait fait de ce coin isolé de la commune son quartier-général pour ses activités intellectuelles et de résistance. Dans les ruines de l'hôtel se trouvent des traces de sa présence (vieux documents).

## Politique et administration

### Administration territoriale
La commune appartient au canton de Beaujeu, avant de rejoindre celui de Belleville en 2015.

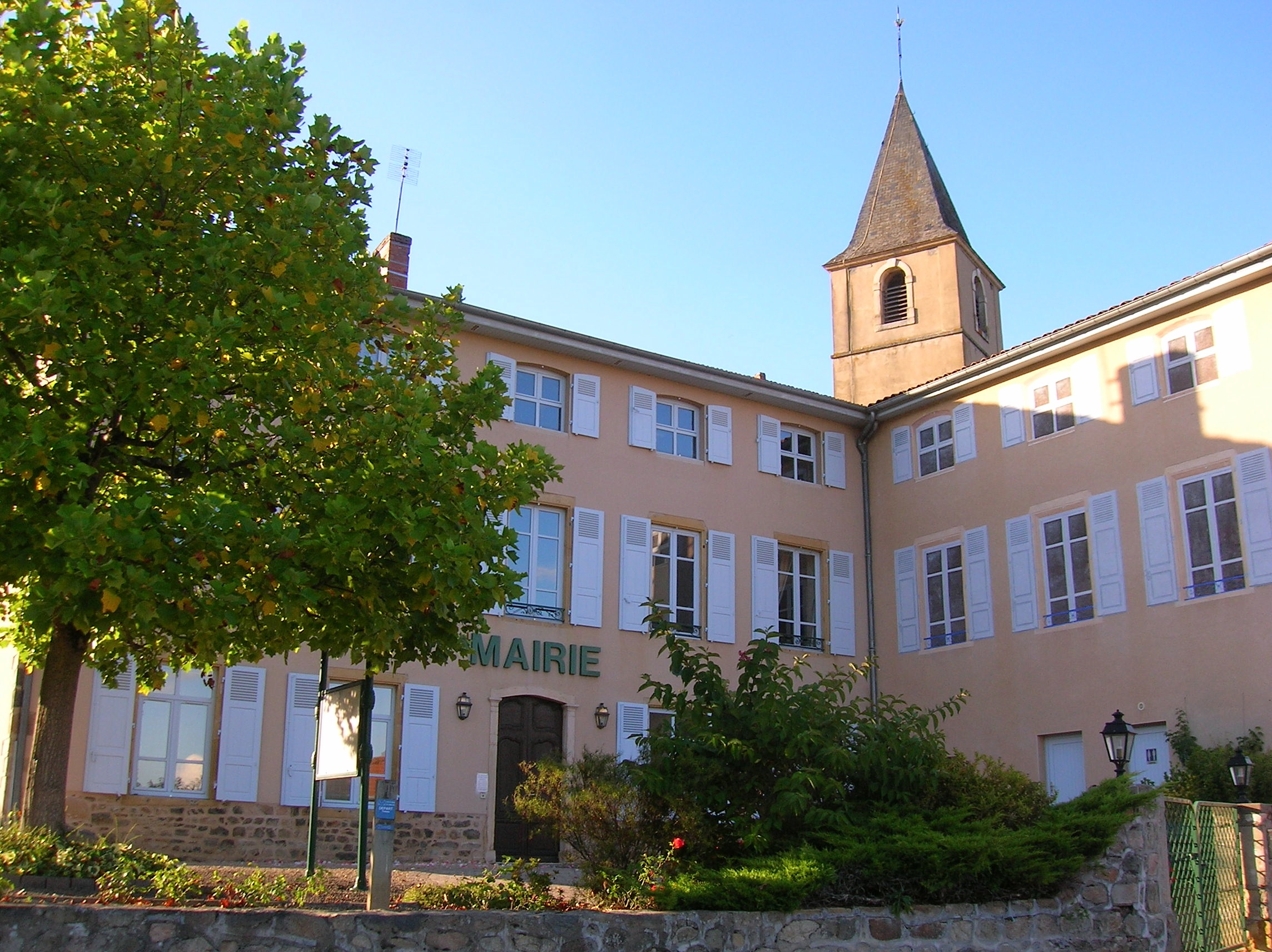
La mairie des Ardillats.

### Administration municipale
| Période | Période  | Identité          | Étiquette | Qualité |
| ------- | -------- | ----------------- | --------- | ------- |
| 2001    | En cours | Jean-Michel Morey |           |         |

### Intercommunalité
La commune fait partie de la communauté de communes Saône Beaujolais.

## Population et société

### Démographie
L'évolution du nombre d'habitants est connue à travers les recensements de la population effectués dans la commune depuis 1793. Pour les communes de moins de 10 000 habitants, une enquête de recensement portant sur toute la population est réalisée tous les cinq ans, les populations de référence des années intermédiaires étant quant à elles estimées par interpolation ou extrapolation. Pour la commune, le premier recensement exhaustif entrant dans le cadre du nouveau dispositif a été réalisé en 2008.

En 2022, la commune comptait 616 habitants, en évolution de −1,75 % par rapport à 2016 (Rhône : +3,93 %, France hors Mayotte : +2,11 %).
| 1793  | 1800 | 1806  | 1821  | 1831  | 1836  | 1841  | 1846  | 1851  |
| ----- | ---- | ----- | ----- | ----- | ----- | ----- | ----- | ----- |
| 1 180 | 930  | 1 205 | 1 301 | 1 267 | 1 284 | 1 112 | 1 399 | 1 280 |

| 1856  | 1861  | 1866  | 1872  | 1876  | 1881  | 1886  | 1891 | 1896 |
| ----- | ----- | ----- | ----- | ----- | ----- | ----- | ---- | ---- |
| 1 283 | 1 202 | 1 238 | 1 186 | 1 095 | 1 075 | 1 067 | 991  | 944  |

| 1901 | 1906 | 1911 | 1921 | 1926 | 1931 | 1936 | 1946 | 1954 |
| ---- | ---- | ---- | ---- | ---- | ---- | ---- | ---- | ---- |
| 880  | 845  | 803  | 701  | 660  | 624  | 591  | 520  | 466  |

| 1962 | 1968 | 1975 | 1982 | 1990 | 1999 | 2006 | 2008 | 2013 |
| ---- | ---- | ---- | ---- | ---- | ---- | ---- | ---- | ---- |
| 383  | 367  | 369  | 385  | 424  | 483  | 532  | 546  | 623  |

| 2018 | 2022 | - | - | - | - | - | - | - |
| ---- | ---- | - | - | - | - | - | - | - |
| 616  | 616  | - | - | - | - | - | - | - |

## Économie
La commune est un lieu de production du Beaujolais, avec de nombreux vignobles.

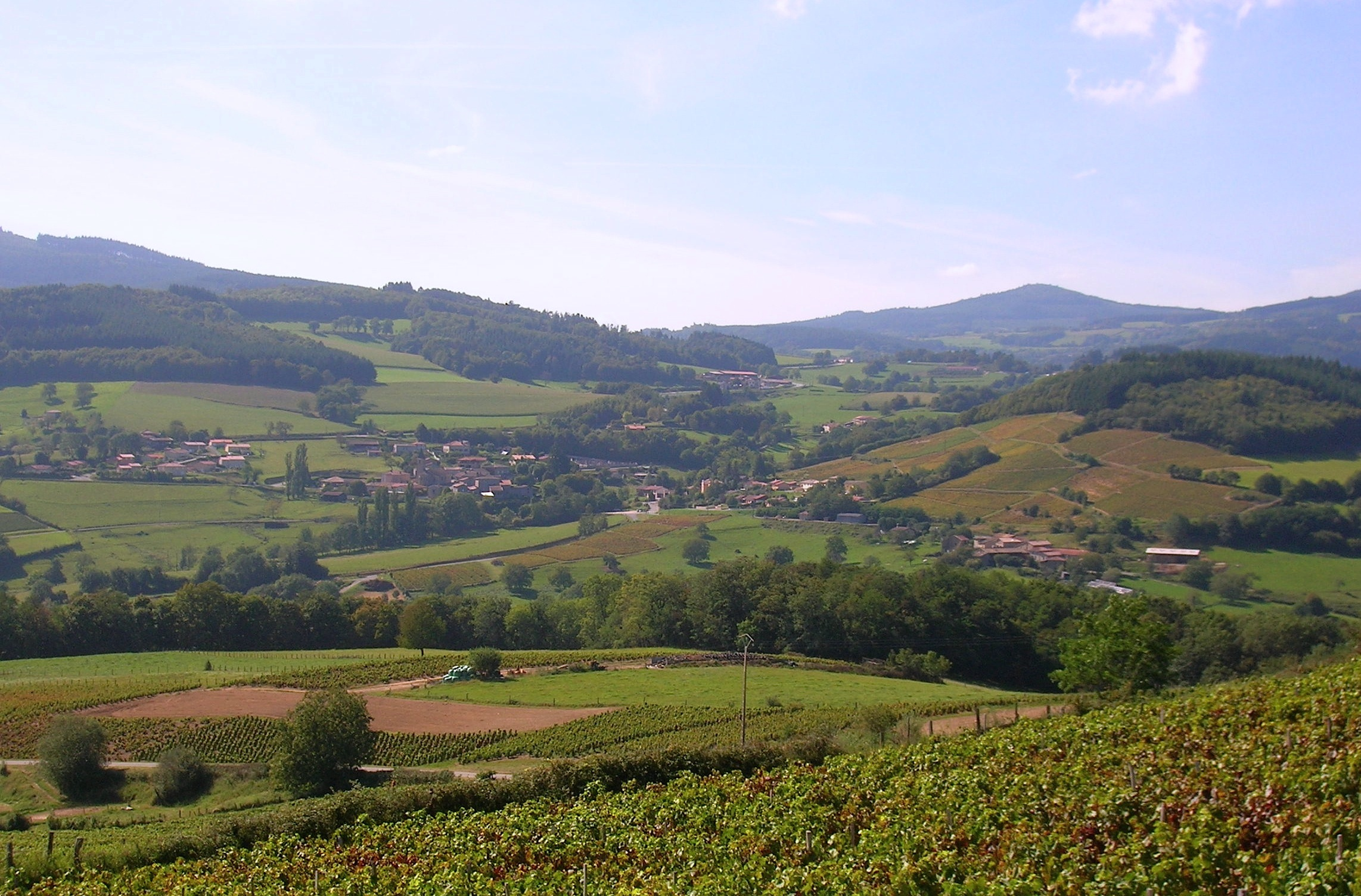
Les vignobles et le village.
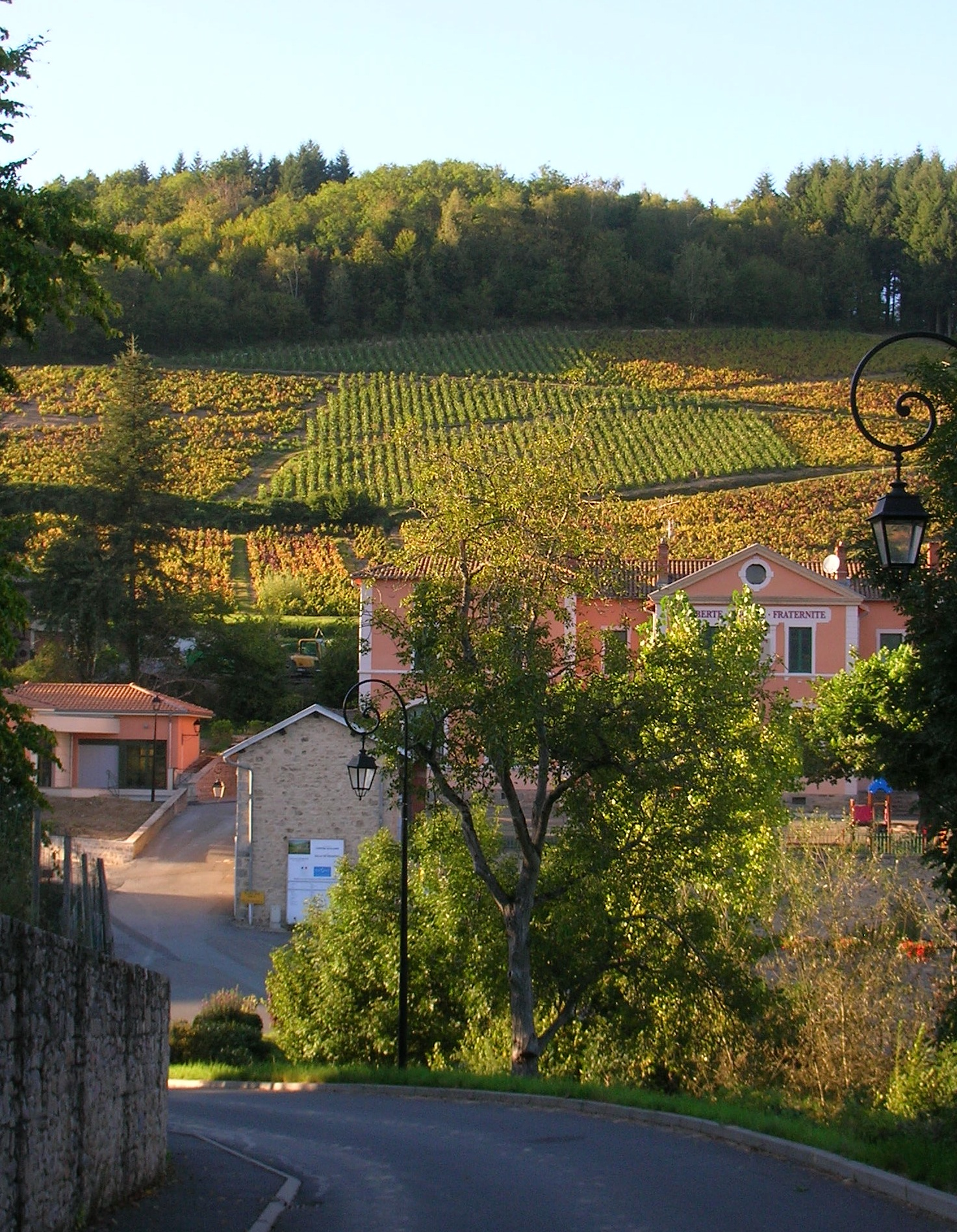
Les vignobles et la mairie.
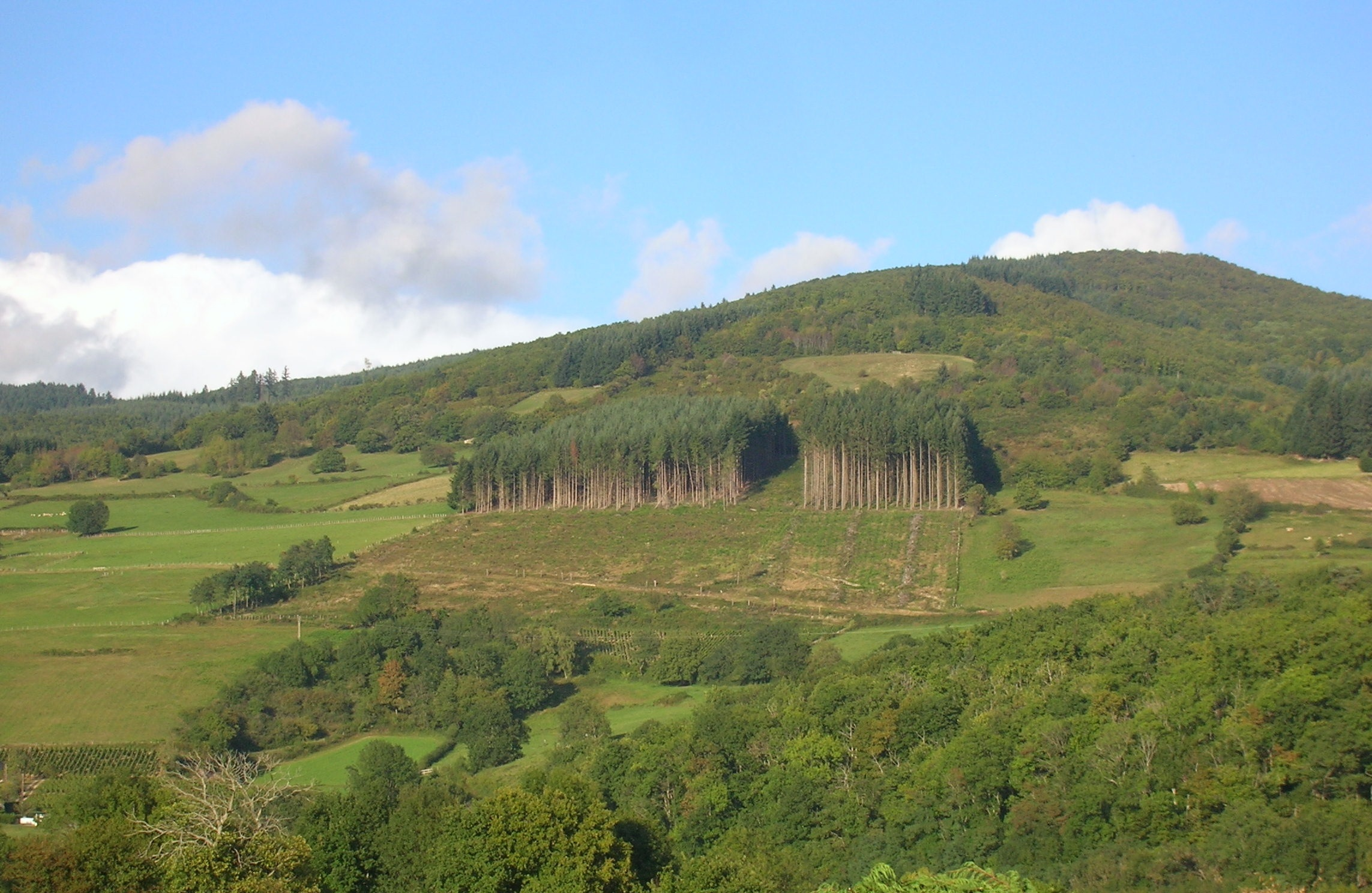
Exploitation de douglas (Pseudotsuga menziesii).

## Culture et patrimoine

### Lieux et monuments
- L'église Saint-Pierre.
- Le château et domaine des Ardillats.
- Un châtaignier de 700 ans au lieu-dit la Grange du Bois.

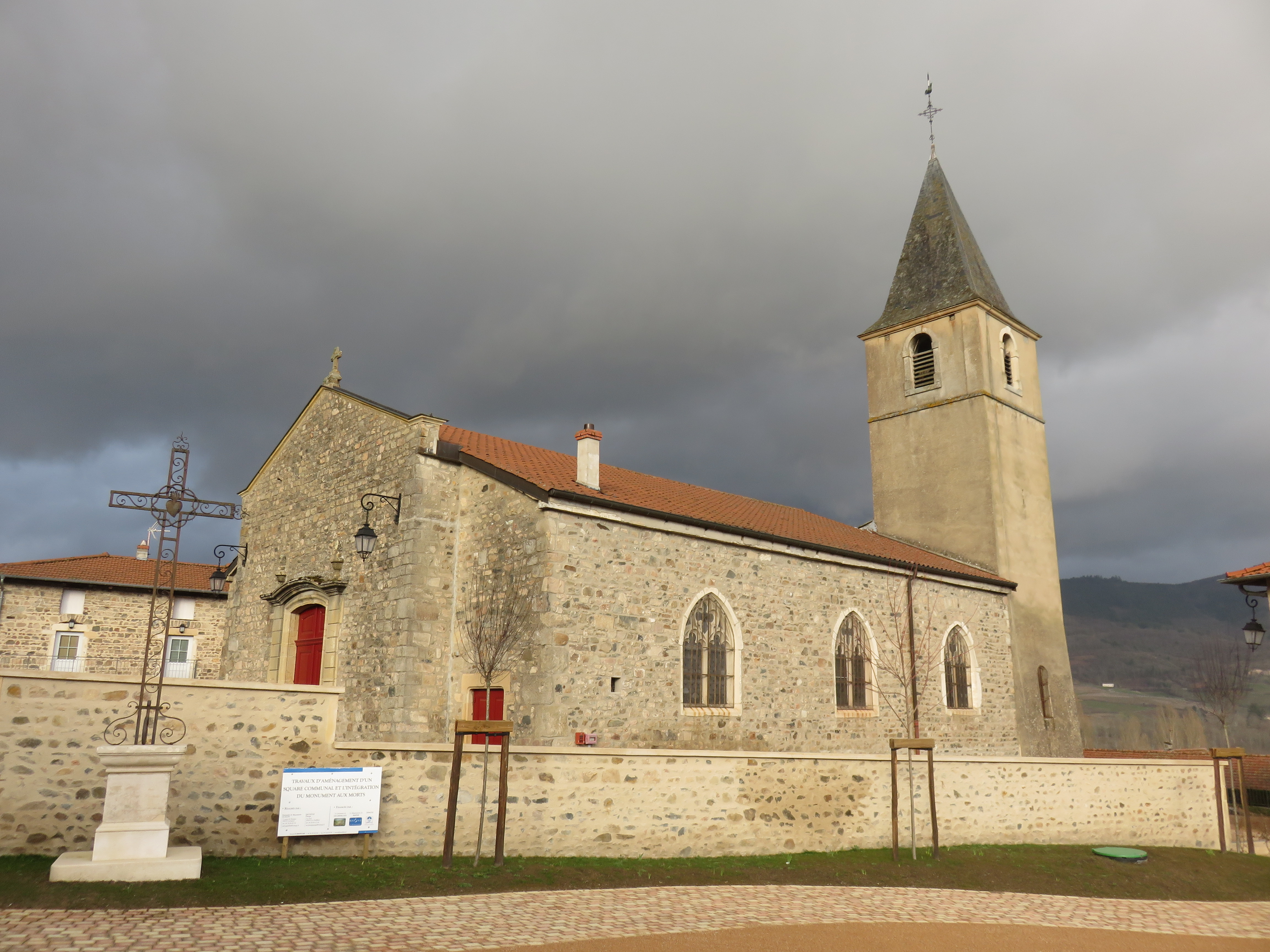
L'église.
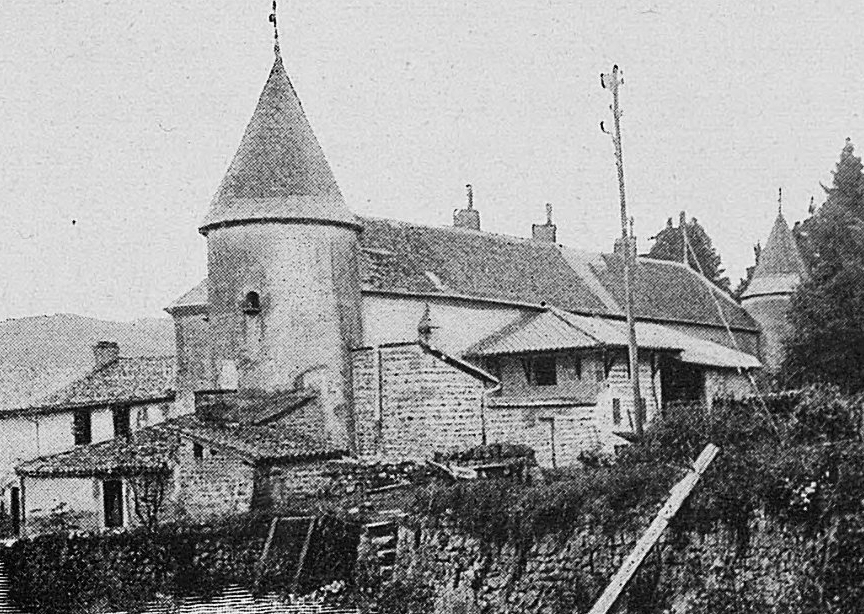
Le château au début du XXe siècle.
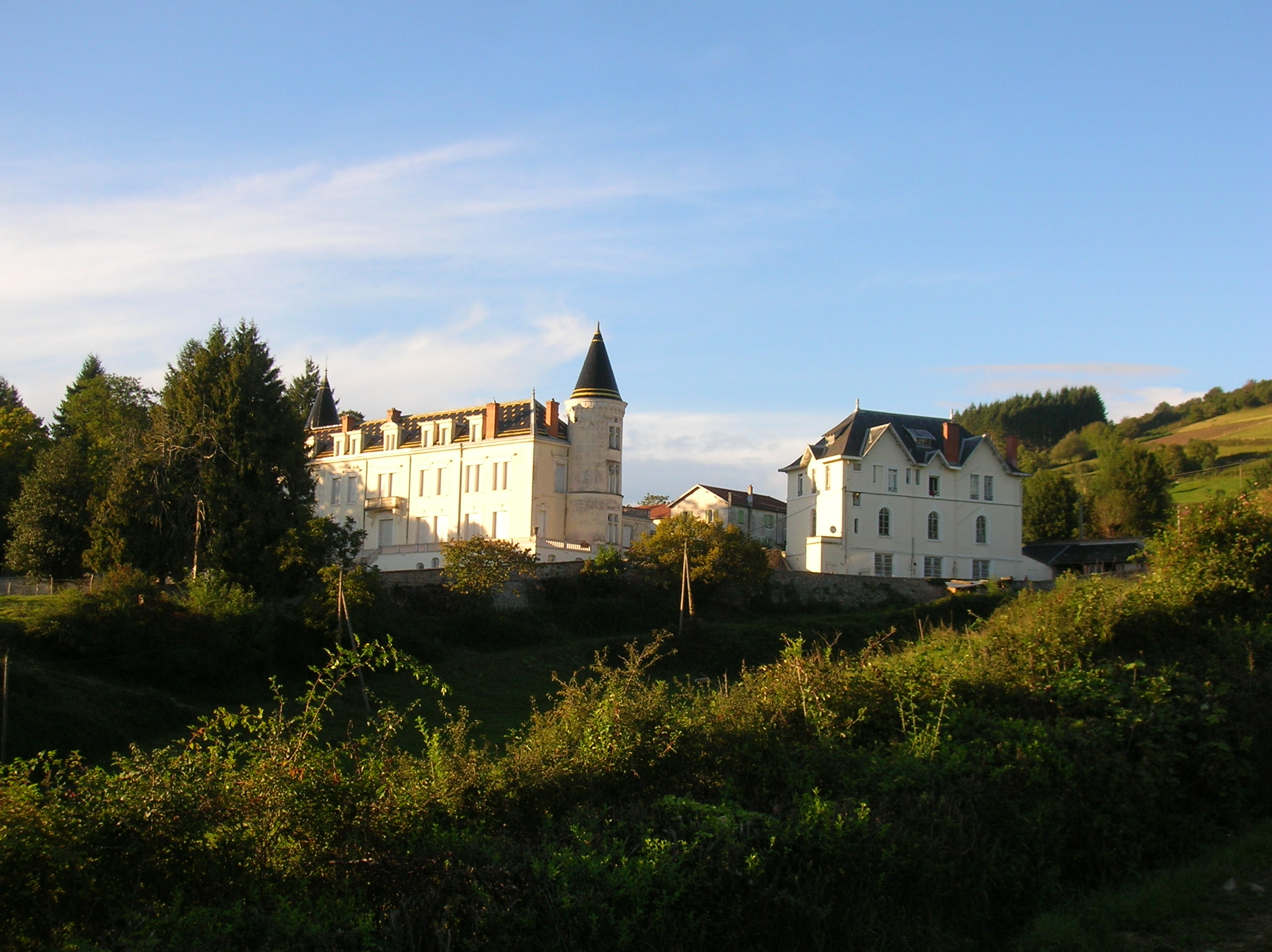
Le château en 2014.